# Halictus liberiensis
Halictus liberiensis är en biart som beskrevs av Cockerell 1945. Halictus liberiensis ingår i släktet bandbin, och familjen vägbin. Inga underarter finns listade i Catalogue of Life.